# San Carlos Yautepec
San Carlos Yautepec è un comune del Messico, situato nello stato di Oaxaca.